# Lepidosira sagmaria
Lepidosira sagmaria är en urinsektsart som först beskrevs av Schött 1917.  Lepidosira sagmaria ingår i släktet Lepidosira och familjen brokhoppstjärtar. Inga underarter finns listade i Catalogue of Life.